# Brasil 1–7 Đức (2014)
Trận đấu giữa Brasil và Đức là trận đấu bán kết đầu tiên của Giải vô địch bóng đá thế giới 2014, diễn ra vào ngày 8 tháng 7 năm 2014 tại sân vận động Mineirão ở Belo Horizonte, Brasil. Chiến thắng 7–1 của Đức trước Brasil trong trận này là trận thắng có hiệu số bàn thắng thua cao nhất trong một trận bán kết qua các kỳ World Cup. Cầu thủ Miroslav Klose của Đức với pha ghi bàn nâng tỉ số trận đấu lên 2–0 đã đạt cột mốc 16 bàn thắng, chính thức trở thành cầu thủ ghi bàn nhiều nhất qua các kỳ World Cup, hơn kỷ lục cũ 15 bàn thắng của chính anh và tiền đạo Brasil Ronaldo. Trận đấu này cũng là thất bại đậm nhất của đội tuyển Brasil trong lịch sử (cùng với trận thua 0–6 trước Uruguay vào năm 1920). Nó cũng đã phá vỡ 62 trận liên tiếp bất bại trên sân nhà của Brasil từ năm 1975, khi họ thua Peru 1–3.
Kết quả thua sốc này, cùng với áp lực buộc đội tuyển Brasil giành chức vô địch World Cup trên sân nhà, đã khiến các phương tiện truyền thông gọi nó là Mineirazo, lấy cảm hứng từ Maracanazo, trận thua của Brasil trước Uruguay trong trận chung kết World Cup 1950 trên sân nhà.

## Trước trận đấu

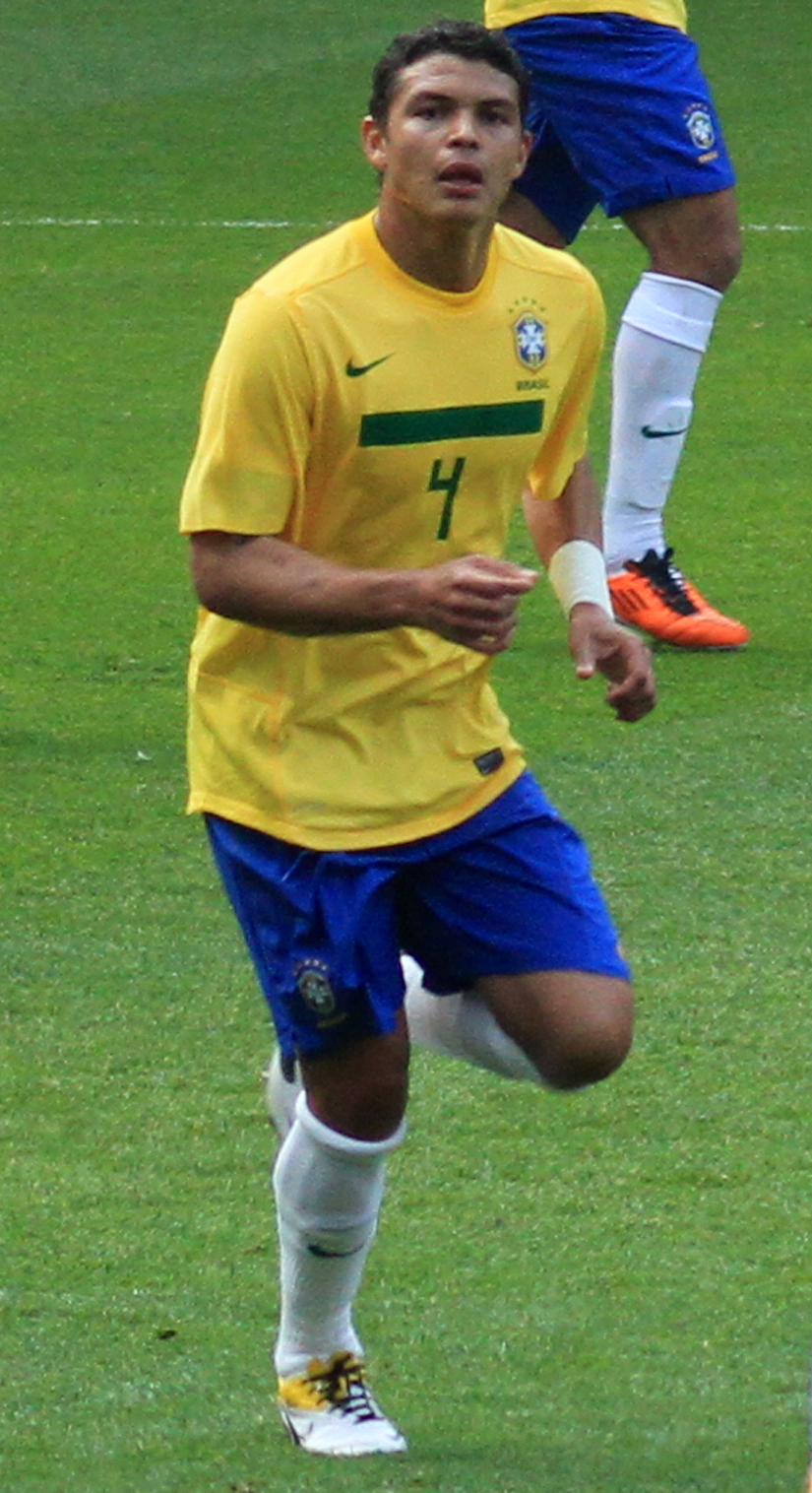
Trung vệ đội trưởng Brasil Thiago Silva, người bị treo giò không thể tham dự trận trận bán kết này dù đã được Liên đoàn Bóng đá Brasil kháng cáo án phạt.

Hai đội đã gặp nhau trước đó tổng cộng 21 lần trong đó Brasil thắng 12 trận, Đức thắng 4 trận và 5 trận có kết quả hòa. Hai đội đã từng gặp nhau 1 lần tại một trận chung kết World Cup đó là trận chung kết World Cup 2002, trận đấu mà tiền đạo Ronaldo đã ghi cả hai bàn thắng giúp Brasil có được chức vô địch thế giới lần thứ 5 trong lịch sử.
Đội tuyển Brasil vào đến bán kết lần đầu tiên từ World Cup 2002 và đã có năm lần vô địch World Cup còn đội tuyển Đức đã lập kỷ lục bốn kỳ World Cup liên tiếp lọt vào đến bán kết nhưng chỉ mới có ba lần vô địch World Cup.
Trên con đường đến trận bán kết, Brasil đã đánh bại Croatia và Cameroon, hòa Mexico tại Bảng A; tại vòng 1/8 họ vượt qua Chile sau loạt sút luân lưu khi mà 120 phút trước đó kết thúc với tỉ số hòa 1–1 và giành chiến thắng 2–1 trước Colombia ở tứ kết. Trong khi đó đội tuyển Đức có được chiến thắng trước Bồ Đào Nha, Mỹ nhưng để hòa Ghana tại Bảng G; tại vòng 1/16 họ đánh bại Algeria 2–1 sau 120 phút thi đấu và vượt qua Pháp với tỉ số tối thiểu 1–0 ở tứ kết.
Về tình hình lực lượng, trung vệ đội trưởng Brasil là Thiago Silva bị treo giò do đã nhận đủ số thẻ vàng mặc dù Liên đoàn Bóng đá Brasil đã kháng án nhưng không thành công. Brasil cũng vắng mặt tiền đạo Neymar, người đã ghi bốn bàn thắng cho Brasil tại giải đấu với chấn thương cột sống gặp phải trong trận đấu tứ kết với Colombia. Dante và Bernard là những người được chọn thay cho Thiago Silva và Neymar. Luiz Gustavo trở lại sau án treo giò thay thế cho Paulinho ở vị trí tiền vệ phòng ngự. Vai trò đội trưởng của Silva được huấn luyện viên Luiz Felipe Scolari giao lại cho trung vệ David Luiz, người đã ghi bàn thắng giúp Brasil đánh bại Colombia ở tứ kết. Về phía đội tuyển Đức, không có bất kỳ sự thay đổi nào trong đội hình ra sân so với trận tứ kết với đội tuyển Pháp.

## Trận đấu

### Diễn biến

#### Hiệp 1

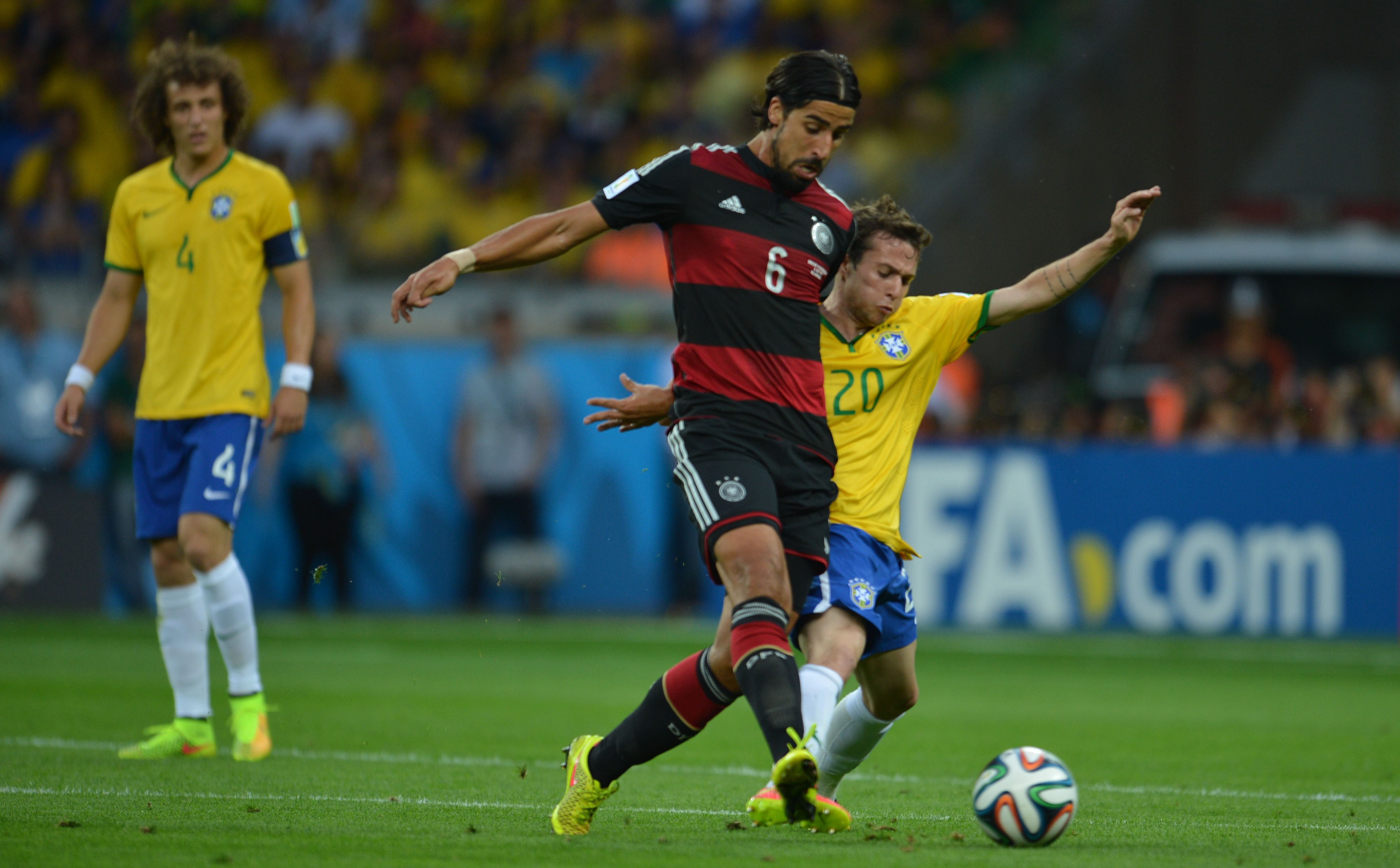
Cầu thủ Đức Sami Khedira (giữa) và cầu thủ Brasil Bernard (phải) trong trận đấu

Trong mười phút đầu tiên, cả hai đội đều chơi tấn công và Brasil có pha dứt điểm đầu tiên ở phút thứ ba của trận đấu thực hiện bởi hậu vệ Marcelo nhưng thiếu chính xác. Đến phút thứ 7, Sami Khedira dứt điểm sau đường chuyền của Mesut Özil lại trúng ngay người đồng đội Toni Kroos. Đến phút thứ 11, đội tuyển Đức vươn lên dẫn trước bằng pha đệm bóng cận thành của Thomas Müller trong tư thế không bị ai kèm từ quả phạt góc của Toni Kroos. Đến phút thứ 23, từ pha lên bóng ở trung lộ, Miroslav Klose đã có cơ hội đối mặt với thủ môn sau đường chuyền của Thomas Mueller. Dù thủ môn Júlio César đã chặn được cú sút đầu tiên của Klose nhưng Klose đã kịp đá bồi nâng tỉ số lên 2–0. Bàn thắng này giúp cá nhân Klose trở thành cầu thủ ghi nhiều bàn thắng nhất trong lịch sử các vòng chung kết World Cup với 16 bàn thắng.
Chỉ một phút sau đó, Toni Kroos nhận đường chuyền bên cánh phải từ Philipp Lahm, trong tư thế không người kèm đã ghi bàn thắng thứ ba cho đội tuyển Đức. Phút thứ 26, tiền vệ phòng ngự Fernandinho mất bóng nguy hiểm trên phần sân nhà dẫn đến bàn thắng thứ hai trong trận đấu của Toni Kroos. Sami Khedira và Mesut Özil có pha phối hợp trung lộ với nhau tạo điều kiện Khedira thoát xuống đánh bại thủ môn César lần thứ năm trong trận đấu ở phút 29. Hiệp 1 trận đấu kết thúc với tỉ số 5–0 nghiêng về đội tuyển Đức. Bốn trên năm bàn thắng mà đội tuyển Đức ghi được tại hiệp 1 trận đấu diễn ra chỉ trong vòng sáu phút.

#### Hiệp 2

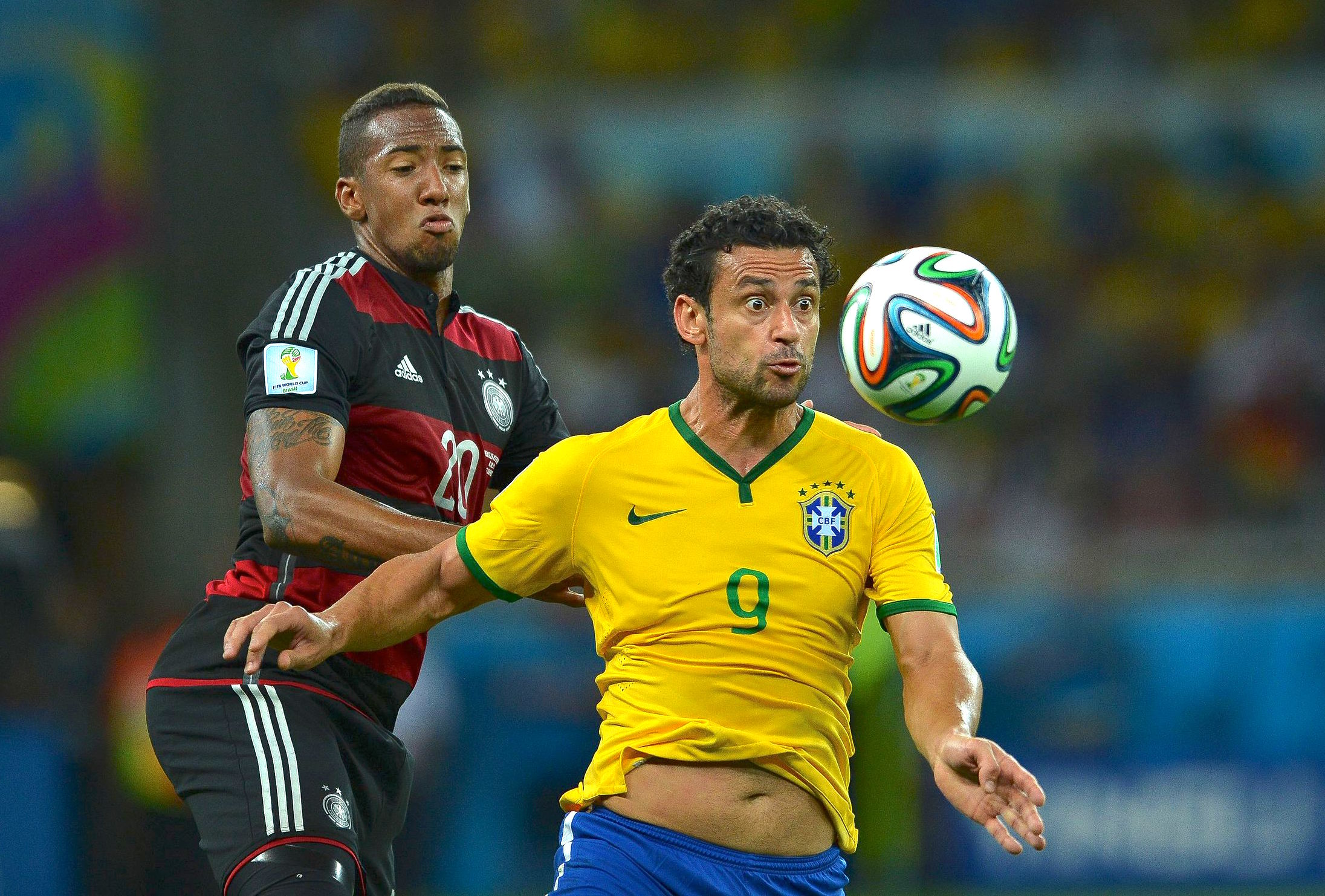
Tiền đạo Brasil Fred (áo vàng), người rời sân ở phút 70 trong sự la ó và thù địch của các cổ động viên nhà.

Sau giờ nghỉ giữa hiệp, Brasil có hai sự thay đổi người: Paulinho và Ramires lần lượt vào sân thay cho Fernandinho và Hulk; trong khi đó bên phía Đức, trung vệ Per Mertesacker vào thay cho Mats Hummels. Ở phút 53, Brasil có cơ hội rút ngắn tỉ số sau tình huống phá bẫy việt vị thành công của Paulinho nhưng cả hai pha dứt điểm cận thành từ góc hẹp của anh đều không thắng được thủ môn Manuel Neuer. Đến phút thứ 58, André Schürrle được đưa vào sân thay cho Miroslav Klose và hai phút sau đó, thủ môn Júlio César đã chặn đứng thành công hai cơ hội của Müller.
Bàn thắng thứ sáu của đội tuyển Đức đến ở phút 69 khi Schürrle nhận đường chuyền của Lahm đã có pha đệm bóng thành công. Ở phút 70, tiền đạo Brasil Fred rời sân trong sự la ó và thái độ thù địch của cổ động viên nhà và người vào thay anh là Willian. Nguyên nhân là trong suốt trận đấu anh đã không có được bất kỳ cú tắc bóng, đường chuyền hoặc đánh chặn nào và phần lớn thời gian của anh là ở khu vực giữa sân, nơi anh phải thực hiện nghi thức giao bóng sau mỗi bàn thua đến sáu lần. Mười phút sau đó, cũng lại là Schürrle, lần này được Müller kiến tạo, tung cú sút trái phá nâng tỉ số lên 7–0. Phải đến phút thứ 90, Brasil mới có bàn thắng danh dự khi Oscar vượt qua sự truy cản của trung vệ Jérôme Boateng để đánh bại thủ môn Neuer. Trận đấu kết thúc với tỉ số chung cuộc 7–1, thất bại nặng nề nhất trong lịch sử bóng đá Brasil, bằng với trận thua 0–6 năm 1920 trước Uruguay.
Toni Kroos được bầu chọn là cầu thủ xuất sắc nhất trận đấu với tổng cộng 3 cú sút, 2 bàn thắng, tỷ lệ chuyền bóng chính xác 93%, có một pha kiến tạo và hai đường chuyền thuận lợi.

### Chi tiết trận đấu
| Brasil    | 1–7      | Đức                                                                       |
| --------- | -------- | ------------------------------------------------------------------------- |
| Oscar 90' | Chi tiết | Müller 11' · Klose 23' · Kroos 24', 26' · Khedira 29' · Schürrle 69', 79' |

| Brasil | Đức |

| TM                  | 12 | Júlio César    |     |     |
| HVP                 | 23 | Maicon         |     |     |
| TV                  | 4  | David Luiz (c) |     |     |
| TV                  | 13 | Dante          | 68' |     |
| HVT                 | 6  | Marcelo        |     |     |
| TVTT                | 17 | Luiz Gustavo   |     |     |
| TVTT                | 5  | Fernandinho    |     | 46' |
| TVP                 | 7  | Hulk           |     | 46' |
| TVC                 | 11 | Oscar          |     |     |
| TVT                 | 20 | Bernard        |     |     |
| TĐ                  | 9  | Fred           |     | 70' |
| Dự bị:              |    |                |     |     |
| TM                  | 1  | Jefferson      |     |     |
| HV                  | 2  | Dani Alves     |     |     |
| TV                  | 8  | Paulinho       |     | 46' |
| TV                  | 14 | Maxwell        |     |     |
| TV                  | 15 | Henrique       |     |     |
| TV                  | 16 | Ramires        |     | 46' |
| TV                  | 18 | Hernanes       |     |     |
| TV                  | 19 | Willian        |     | 70' |
| TĐ                  | 21 | Jô             |     |     |
| TM                  | 22 | Victor         |     |     |
| HLV:                |    |                |     |     |
| Luiz Felipe Scolari |    |                |     |     |

| TM          | 1  | Manuel Neuer           |  |     |
| HVP         | 16 | Philipp Lahm (c)       |  |     |
| TV          | 20 | Jérôme Boateng         |  |     |
| TV          | 5  | Mats Hummels           |  | 46' |
| HVT         | 4  | Benedikt Höwedes       |  |     |
| TVTT        | 6  | Sami Khedira           |  | 76' |
| TVTT        | 7  | Bastian Schweinsteiger |  |     |
| TVP         | 13 | Thomas Müller          |  |     |
| TVC         | 18 | Toni Kroos             |  |     |
| TVT         | 8  | Mesut Özil             |  |     |
| TĐ          | 11 | Miroslav Klose         |  | 58' |
| Dự bị:      |    |                        |  |     |
| TM          | 12 | Ron-Robert Zieler      |  |     |
| HV          | 2  | Kevin Großkreutz       |  |     |
| HV          | 3  | Matthias Ginter        |  |     |
| TV          | 9  | André Schürrle         |  | 58' |
| TV          | 10 | Lukas Podolski         |  |     |
| TV          | 14 | Julian Draxler         |  | 76' |
| HV          | 15 | Erik Durm              |  |     |
| HV          | 17 | Per Mertesacker        |  | 46' |
| TV          | 19 | Mario Götze            |  |     |
| TM          | 22 | Roman Weidenfeller     |  |     |
| TV          | 23 | Christoph Kramer       |  |     |
| HLV:        |    |                        |  |     |
| Joachim Löw |    |                        |  |     |

| Cầu thủ xuất sắc nhất trận đấu: Toni Kroos (Đức) Trợ lý trọng tài: Marvin Torrentera México Marcos Quintero México Trọng tài thứ tư: Mark Geiger Hoa Kỳ Trọng tài thứ năm: Mark Hurd Hoa Kỳ | Luật thi đấu: - 90 phút. - 30 phút đá thêm giờ nếu tỷ số hòa. - Sút phạt đền luân lưu nếu tỷ số vẫn hòa. - 12 cầu thủ dự bị. - Tối đa 3 cầu thủ có thể thay thế. |

### Thống kê
|                           | Brasil | Đức |
| ------------------------- | ------ | --- |
| Số bàn thắng              | 1      | 7   |
| Số lần sút                | 18     | 14  |
| Số cú sút vào khung thành | 8      | 10  |
| Tỷ lệ giữ bóng            | 47%    | 53% |
| Phạt góc                  | 7      | 5   |
| Lỗi                       | 11     | 14  |
| Việt vị                   | 4      | 0   |
| Thẻ vàng                  | 1      | 0   |
| Thẻ đỏ                    | 0      | 0   |

## Các kỷ lục
Dưới đây là các kỷ lục của trận đấu này đã được xác lập qua lịch sử các lần giải vô địch bóng đá thế giới:
- Đây là lần thứ 13 đội tuyển Đức vào được vòng bán kết (trong 19 lần World Cup tổ chức xưa nay), 8 lần vào bán kết trong 9 vòng chung kết World Cup gần đây nhất.
- Đức trở thành đội tuyển đầu tiên ghi được 7 bàn tại bán kết một kỳ World Cup.[21][22]
- Tiền đạo người Đức Miroslav Klose phá kỷ lục cầu thủ ghi bàn nhiều nhất qua các kỳ World Cup với thành tích 16 bàn thắng, qua mặt tiền đạo Ronaldo của Brasil.[23]
- Klose là cầu thủ có số trận thắng cùng đội tuyển nhiều nhất trong các kỳ World Cup, bằng với Cafu của Brasil là 16 lần. Anh cũng đã có 23 lần được ra sân tại World Cup, thành tích cao thứ hai ngang với Paolo Maldini của Ý và chỉ thua người đồng hương Lothar Matthäus với thành tích 25 trận. Tuy nhiên, anh lại chính là cầu thủ có số trận đấu tại vòng loại trực tiếp nhiều nhất, tổng cộng là 13 lần.[21]
- Đây là lần đầu tiên 5 bàn thắng được ghi chỉ trong vòng 29 phút tại một kỳ World Cup.[22][24]
- Lần đầu tiên bốn bàn thắng được ghi chỉ trong vòng sáu phút (từ phút 23 cho tới 29). Tại World Cup 1954, đội tuyển Áo mất bảy phút (từ phút 25 đến phút 32) để ghi bốn bàn thắng.
- Trận đấu sân nhà mà đội tuyển bóng đá quốc gia Brasil thua nặng nhất.
- Trận đấu mà đội tuyển bóng đá quốc gia Brasil thua nặng nhất trong lịch sử, cùng với trận thua Uruguay 0–6 vào năm 1920.[22]
- Đức trở thành đội bóng ghi nhiều bàn thắng nhất qua các kỳ World Cup với 223 lần, qua mặt thành tích của Brasil là 221 lần.[22]
- Đây là trận mà nước chủ nhà bị lọt lưới nhiều nhất, vượt qua kỷ lục đội tuyển Áo đánh bại Thụy Sĩ 7–5 vào năm 1954 và trận chung kết World Cup 1958 khi Brasil thắng Thụy Điển với tỷ số 5–2 năm 1958.[24]
- Brasil lần đầu tiên thua 7 bàn trên sân nhà. Trước đó Brasil từng để thua Nam Tư 4–8 nhưng chỉ là một trận giao hữu vào năm 1934.
- Trận thua này chính thức kết thúc kỷ lục 62 trận liên tiếp không bị thua của đội Brasil tại sân nhà, kể từ trận Brasil thua Peru 1–3 vào năm 1975 giải Copa América.[3][4]
- Đây là trận bán kết với số bàn thua nhiều nhất (7 bàn).[22]
- Sau trận đấu này, Brasil cũng đã cân bằng kỷ lục 11 bàn thua mà họ nhận được tại World Cup 1938.[21]
- Đây là lần đầu tiên từ năm 1938 mà Brasil thua ở trận bán kết, 6 lần trước họ đều thắng và vào được chung kết.[24]
- Đây là trận đầu tiên Brasil thua hơn 5 bàn kể từ năm 1938 (Brasil chỉ thua Nam Tư 4–8 trong một trận đá giao hữu vào ngày 3 tháng 6 năm 1934).
- Brasil là đội chủ nhà thứ hai thua 7 bàn trong một trận đấu.
- Lần đầu tiên trong hiệp đầu mà Đức dẫn điểm cao như vậy. Lần trước họ dẫn 4–0 khi đấu với Ả Rập Saudi vào năm 2002 (đây là trận thắng lớn nhất của Đức, tỷ số hai hiệp là 8–0)[24].
- Chỉ có hai đội trước đó tại World Cup dẫn trước đối thủ 5 bàn ngay trong hiệp đầu: Nam Tư khi đối đầu với Zaire tại World Cup 1974 và Ba Lan khi đối đầu với Haiti trong cùng năm.[25]
- Thomas Müller là người ghi bàn thứ 2000 cho đội tuyển quốc gia Đức (tính từ năm 1908).[25]
- Müller trở thành cầu thủ thứ ba trong lịch sử mà đã ghi được tối thiểu 5 bàn trong mỗi giải chung kết vô địch thế giới (sau Cubillas và Klose).
- Bàn thắng đầu tiên của Toni Kroos cùng với bàn của Klose là hai bàn thắng liên tiếp nhanh nhất mà một đội bóng ghi được, chỉ cách nhau 69 giây.[22]

## Phản ứng sau trận đấu

### Người trong cuộc
Huấn luyện viên đội Brasil Luiz Felipe Scolari cho biết kết quả này là "trận thua tồi tệ nhất của đội tuyển quốc gia Brasil" và chấp nhận nhận về mình tất cả trách nhiệm cho thất bại: "Ai là người quyết định các chiến thuật? Chính tôi, tôi đã làm. Vì vậy, người chịu trách nhiệm chính là tôi". Đội trưởng David Luiz và thủ môn Júlio César đã gửi lời xin lỗi đến toàn thể người dân Brazil.
Huấn luyện viên đội Đức Joachim Löw cho biết đội bóng của ông đã "có kế hoạch chơi kiên định và rõ ràng", đội Đức đã chơi "rất tỉnh táo" và ông nhận ra đội Brasil đã "bị vỡ trận, và chúng tôi đã tận dụng điều đó". Đội tuyển Đức đã ra thông báo cảm ơn tính hiếu khách của người Brazil và "Chúng tôi hiểu nỗi đau này khi đã từng thua trận bán kết năm 2006 ngay trên sân nhà".

### Dư luận và báo chí
Tại Đức, tường thuật trực tiếp về trận đấu của Đài truyền hình ZDF đã lập kỷ lục phát sóng truyền hình của Đức khi được xem nhiều nhất hơn bao giờ hết, với 32,570 triệu người xem, vượt qua trận đấu giữa Đức và Tây Ban Nha tại FIFA World Cup 2010.
Trận đấu là trò chơi thể thao được bàn luận nhiều nhất hơn bao giờ hết trên Twitter với hơn 35 triệu tweet của người dùng, vượt Super Bowl XLVIII, với 24,9 triệu tweet trong lúc trận đấu diễn ra.
Nữ tổng thống Brasil, Dilma Rousseff, sau trận đấu đã viết trên Twitter rằng "Giống như tất cả mọi người dân Brasil, tôi vô cùng đau buồn vì thất bại này của đội tuyển chúng ta".
Carlos Alberto Torres, đội trưởng của đội tuyển Brasil, vô địch năm 1970, nói rằng đội tuyển Brasil bị thua do một "cảm giác là chúng tôi đã chiến thắng rồi" và "Đức đã chơi như tôi đã muốn thấy và chiến thuật của Scolari cho trận đấu này là tự sát".
Nhà báo Miguel Delaney đã đặt tên trận đấu này là Mineirazo (cú sốc tại sân Mineirao).
Đã có một vụ cướp phá quy mô lớn tại một khu vực fan hâm mộ tại Rio de Janeiro và các fan hâm mộ đã đốt cháy quốc kỳ Brasil trên đường phố São Paulo ngay cả trước khi trận đấu kết thúc. Một số xe buýt bị đốt cháy tại São Paulo và một cửa hàng điện tử bị cướp phá. Có ít nhất một người đã chết trong các vụ đập phá tại Rio de Janeiro.